# Coupe de France de football 1926-1927
Navigation
Coupe de France 1925-1926 Coupe de France 1927-1928
La coupe de France de football 1926-1927 est la dixième édition de la Coupe de France de football. Elle est disputée par 346 clubs. Le tenant du titre, l'Olympique de Marseille, réalise le doublé en battant en finale l'US Quevilly.

## Coupe de France 1926-1927

### Organisation
La Coupe de France est une épreuve à élimination qui se divise en trois parties
- une épreuve éliminatoire sur 1 tour
- une épreuve de classement sur 4 tours
- la compétition propre sur 3 tours et une finale.

le premier dimanche de chaque mois est réservé pour les matches de Coupe.

### Exempts
Il existe cinq types d'exempts
- Exempts A : les huit vainqueurs des huitièmes de finale de la saison dernière. Ils entrent en compétition lors du quatrième tour de l'épreuve de classement.
- Exempts B : les huit vaincus des huitièmes de finale de la saison dernière. Ils entrent en compétition lors du troisième tour de l'épreuve de classement.
- Exempts C : les seize vaincus des seizièmes de finale de la saison dernière. Ils entrent en compétition lors du deuxième tour de l'épreuve de classement.
- Exempts D : les trente-deux vaincus des trente-deuxièmes de finale de la saison dernière. Ils entrent en compétition lors du premier tour de l'épreuve de classement.
- Exempts E : Les champions de Ligues régionales non compris dans les 64 exempts précédents. Ils entrent en compétition lors du premier tour de l'épreuve de classement.

## Épreuve éliminatoire

### Tour préliminaire
Vu le nombre d'engagés - 346, un tour préliminaire est mis en place. 94 matches sont au programme. Il se joue le 19 septembre, et le 26 septembre pour les matches nuls à rejouer. Le tirage au sort a été effectué le 8 septembre 1926.
| Équipe 1                        | Score                         | Équipe 2                        | match |
| ------------------------------- | ----------------------------- | ------------------------------- | ----- |
| SR Colmar                       | 5 - 1                         | US Lunéville                    | 1     |
| AS Mulhouse                     | 5 - 0                         | SS Biscuitier de Province Dijon | 2     |
| FC Montcellien                  | 7 - 3                         | FC Moulinois                    | 3     |
| SC Vichy                        | 8 - 0                         | AS Red Star Roanne              | 4     |
| AS Montferrandaise              | 0 - 2                         | Club Deportivo Espagnol         | 5     |
| VS de Sens                      | 0 - 1                         | US Montargeoise                 | 6     |
| RC Franc-Comtois                | 2 - 1                         | AS Hérimoncourt                 | 7     |
| AS Montbéliard                  | 5 - 2                         | AS Huningue                     | 8     |
| Espérance Drouaise              | 0 - 3                         | Alsacienne-Lorraine Paris       | 9     |
| VS Chartrain                    | Forfait de Chartres           | US Orléanaise PO                | 10    |
| CAS Châtelleraudais             | 0 - 3                         | AS Charentes Angoulême          | 11    |
| AS Châteauroux                  | 3 - 1                         | SC Montluçonnais                | 12    |
| CASG Orléans                    | 2 - 6                         | AS Amicale Paris                | 13    |
| CA Pithivérien                  | 1 - 5                         | AS Transports                   | 14    |
| Union Amicale Cognac            | 3 - 0                         | EC Monségurais                  | 15    |
| Stade Déodatien                 | 1-3                           | SC Schiltigheim                 | 16    |
| CS Nilvange                     | 7 - 3                         | CS Longovicien                  | 17    |
| US Forbach                      | 2-1                           | FC Strasbourg 1906              | 18    |
| AS Romarimontaine               | 0-3                           | SS Mulhouse-Dornach             | 19    |
| CS Orne Amnéville               | 11-1                          | SA Verdunois                    | 20    |
| SSR Petite-Rosselle             | 6-1                           | AS Sarreguemines                | 21    |
| Stade Saint-Michel d'Epinal     | 1 - 6                         | SU Lorrain                      | 22    |
| SS Union d'Hagondange           | 2 - 1                         | Renaissance SP Rosselange       | 23    |
| Union Montillienne SP           | Match interrompu puis reporté | CO Saint-Fons                   | 24    |
| FC Thononais                    | 1 - 4                         | Concordia FC de Bellegarde      | 25    |
| US Pont-de-Cherruy              | 7 - 3                         | CA du Lyonnais                  | 26    |
| Saint-Etienne FC                | 2 - 2                         | Jeunesse Sportive Saint-Clair   | 27    |
| OS Halluinois                   | 3 - 1                         | FC Valenciennois                | 28    |
| CA Valenciennois                | 4 - 0                         | CS Lillois                      | 29    |
| US Dunkerque-Malo               | 10 - 0                        | Olympique Mervillois            | 30    |
| AS Hautmontoise                 | 3 - 4                         | AS Raismoise                    | 31    |
| SC Saint-Leu Amiens             | 5 - 5                         | Avant-Garde de Grenay           | 32    |
| US Cheminots Béthunois          |                               | Corbie AC                       | 33    |
| FC Marquette                    | 2 - 1                         | FC Watten                       | 34    |
| Iris Club Renaissance Somainois | 0 - 2                         | SC Lourches                     | 35    |
| FC Roubaix                      | 2-1                           | US Drocourt                     | 36    |
| CASG Lille                      | 3 - 2                         | Denain A.                       | 37    |
| US Saint-Poloise                | 2 - 2                         | OSC Boulonnais                  | 38    |
| US Cheminots Lensois            | 1 - 0                         | SC Caudraisien                  | 39    |
| Olympique Amandinois            | 0 - 8                         | AS Tourquennoise                | 40    |
| US Liévinoise                   | 2 - 5                         | Iris Club Lillois               | 41    |
| US Denaisienne                  | 2 - 1                         | SC Fivois                       | 42    |
| AS Sainte-Barbe de Oignies      | 4 - 1                         | AC Cambrai                      | 43    |
| FC Tréport-Eu                   | 2 - 0                         | CO Chambly                      | 44    |
| US Chantilly                    | 3 - 2                         | US Villers-Cotterets            | 45    |
| US Laonoise                     | 3 - 3                         | US Bragard                      | 46    |
| CS Château-Thierry              | 2 - 1                         | Stade Compiégnois               | 47    |
| CSS Trouville-Deauville         | 1 - 8                         | US Stéphanaise                  | 48    |
| Stade Pontaudemérien            | 0 - 2                         | CS Honfleurais                  | 49    |
| FC Bernay                       | 0 - 2                         | BT Thaonais                     | 50    |
| FC Gournaisien                  | 2 - 6                         | Sotteville FC                   | 51    |
| Charleval FC                    | 2 - 3                         | FC Barentinois                  | 52    |
| JS Etretataise                  | 2 - 2                         | Bolbec AC                       | 53    |
| Stade Saint-Lois                | 1 - 2                         | Stade Granvillais               | 54    |
| SAE Octeville                   | 6 - 1                         | Olympique Caen                  | 55    |
| SPM Segré                       | 5 - 0                         | US Mayennaise                   | 56    |
| US Ecommoy                      | Forfait d'Ecommoy             | US du Mans                      | 57    |
| FC Lorientais                   | 4 - 0                         | Véloce Vannetais                | 58    |
| Stade Nantais UC                | 2 - 2                         | Lorient Sport                   | 59    |
| US Concarnoise                  | 3 - 2                         | Stade Lesnevien                 | 60    |
| Dinard ASC                      | 5 - 1                         | ESSM Saint-Brieuc               | 61    |
| OG de la Côte                   | 5 - 2                         | Entente Dinardaise              | 62    |
| US Athis-Mons                   | Forfait de Fontainebleau      | CS Fontainebleau                | 63    |
| Stade de l'Est                  | 4-0                           | Paribas AC                      | 64    |
| AS Assurances                   | 1 - 4                         | Stade Meulan                    | 65    |
| Paris Star-SCUF                 | 12-0                          | US Pontoise                     | 66    |
| SA Nord-Est                     | 2 - 1                         | ES Colombienne                  | 67    |
| CA Dionysien                    | 2 - 1                         | US Lagny                        | 68    |
| US Maisons-Laffitte             | 0 - 5                         | US Vésinet                      | 69    |
| Saint-Georges Argenteuil        | Forfait d'Argenteuil          | AS Russe                        | 70    |
| CO Basse-Seine                  | 2 - 0                         | SC Français                     | 71    |
| CA Montrouge                    | 0 - 1                         | ASPTT                           | 72    |
| SC Choisy-le-Roi                | 1 - 0                         | ES Villejuif                    | 73    |
| Cosmopolitan Club               | 5 - 1                         | US Persan                       | 74    |
| Villemomble Stade               |                               | Club d'Encouragement aux Sports | 75    |
| CO Billancourt                  | 12 - 0                        | CAJ Parisienne                  | 76    |
| US XVe                          | 5 - 1                         | UA Intergadz'art                | 77    |
| SO Ermont                       | 5 - 1                         | SC Kremlin                      | 78    |
| Lutétia SC                      | 7 - 1                         | SAC Montataire                  | 79    |
| US Asnières                     | 3 - 1                         | US Banque                       | 80    |
| FC Montpelliérain               | 0 - 2                         | FC Salins-de-Giraud             | 81    |
| RC Agathois                     | 9 - 1                         | FC Bessèges                     | 82    |
| FC Nîmes                        | 0 - 0                         | UST Marseille                   | 83    |
| AGG Nice                        | 4 - 2 après prolongations     | CA Marseille                    | 84    |
| GC Grasse                       | 5 - 1                         | US Marseillaise                 | 85    |
| SC Marseille                    | 3 - 1                         | International FC Nice           | 86    |
| ES Ciotadienne                  | 1 - 3                         | OGC Nice                        | 87    |
| CASG Marseille                  | 3 - 4                         | Olympique Menton-Cap Martin     | 88    |
| SC Dracenois                    | 3 - 1                         | AS Monaco                       | 89    |
| AC Arlésien                     | 2 - 2                         | US Seynoise                     | 90    |
| Bourbaki Pau                    | 1 - 2                         | Biarritz Olympique              | 91    |
| ES Mont-de-Marsan               | 5 - 0                         | Floirac Club                    | 92    |
| US Tresnaise                    | 2 - 9                         | US Jarnacaise                   | 93    |
| SA Arcachonnais                 | 2 - 1                         | Section Burdigalienne           | 94    |

Les matches rejoués donnèrent les résultats suivants :
| Date de la rencontre | Équipe 1                         | Score                                                | Équipe 2                    |
| -------------------- | -------------------------------- | ---------------------------------------------------- | --------------------------- |
| 26 septembre 1926    | Lorient Sports                   | 1 - 3, match disputé à Vannes                        | Stade Nantais               |
| 26 septembre 1926    | Bolbec AC                        |                                                      | JS Etretataise              |
| 26 septembre 1926    | Olympique Saint-Fons             | 4 - 0                                                | US Montélimar               |
| 26 septembre 1926    | AG de Grenay                     | 4 - 3                                                | SC Saint-Leu                |
| 26 septembre 1926    | OSC Boulonnais                   |                                                      | US Saint-Poloise            |
| 26 septembre 1926    | US Laonnaise                     | 1 - 4 , match disputé à Saint-Dizier                 | CS Bragard                  |
| 26 septembre 1926    | UST Marseille                    | 1 - 1                                                | FC Nîmes                    |
| 26 septembre 1926    | US Seynoise                      | 3 - 2                                                | AS Arlésien                 |
| 3 octobre 1926       | Jeunesse Sportive de Saint-Clair | 3 - 1, match disputé à Saint-Chamond                 | Saint-Etienne Sporting Club |
| 3 octobre 1926       | UST Marseille                    | 4 - 0, match disputé à Arles                         | FC Nîmes                    |
| 3 octobre 1926       | US Saint-Pol                     | 2 - 1 après prolongations, match disputé à Abbeville | OSC Boulonnais              |

### Tour éliminatoire
Le tirage au sort du tour éliminatoire est effectué le 23 septembre 1926. Les matchs sont joués le 3 octobre 1926, et le dimanche suivant (10 octobre) pour les matches nuls à rejouer. D'autres rencontres eurent également lieu le 10 octobre, en raison de matchs à rejouer du tour précédent : Grand 'Combe contre Saint-Clair et CASG Lille contre l'US Saint-Pol. Le match entre l'AS Française et Château-Thierry fut aussi disputé le 10 octobre, à la suite d'une réclamation du club de Compiègne, éliminé par Château-Thierry au tour précédent.
| Équipe 1                      | Score                                                  | Équipe 2                     | match |
| ----------------------------- | ------------------------------------------------------ | ---------------------------- | ----- |
| CAS Thiernois                 | 1 - 6                                                  | CO Saint-Chamonais           | 1     |
| SC Schiltigheim               | 0-1                                                    | US Forbach                   | 2     |
| SS Mulhouse-Dornach           | 5-2                                                    | CS Stiring-Wendel            | 3     |
| RS Strasbourg                 | 2-4                                                    | FC Saint-Louis               | 4     |
| US Orléans PO                 | 2 - 5 après prolongations                              | SC Choisy-le-Roi             | 5     |
| US Berry                      | 0 - 3                                                  | SC Langeais                  | 6     |
| US Montargeoise               | 4 - 1                                                  | AS Châteauroux               | 7     |
| AS Charentes Angoulême        | 3 - 3                                                  | Bordeaux AC                  | 8     |
| US Jarnacaise                 | 0 - 2                                                  | CG Bouscatais                | 9     |
| Sportive Thionvilloise        | 3-0                                                    | CS Mars Bisheim              | 10    |
| US Moyeuvre                   | 2-0                                                    | SS Parc Pommery              | 11    |
| SSR Petite-Roselle            | 2-1                                                    | FC Haguenau                  | 12    |
| US Thaonnaise                 | 2-6                                                    | CS Orne Amnéville            | 13    |
| SU Lorrain                    | 5-2(ap)                                                | SS Nilvange                  | 14    |
| Bagnères-Luchon S.            | 1 - 3                                                  | ES Mont-de-Marsan            | 15    |
| Revel Sport                   | 1 - 3                                                  | RC Agathois                  | 16    |
| AS Cherbourgeoise Stella      | 1 - 1                                                  | SAEL Octeville               | 17    |
| AL Deville                    | 5 - 5                                                  | AS Russe                     | 18    |
| Club Sportif Honfleur         | 0 - 4                                                  | SM Caeannais                 | 19    |
| Bolbec FC                     | 0 - 1                                                  | US Tréfileries               | 20    |
| Sotteville FC                 | 1 - 0                                                  | SC Bernay                    | 21    |
| FC Barentinois                | 3 - 6                                                  | CA Saint-Aubinois            | 22    |
| US Stéphanoise                | 3 - 1                                                  | US Fécampoise                | 23    |
| Stade Granvillais AC          | 1 - 2                                                  | Olympique Bas-Normand        | 24    |
| CO Saint-Fons                 | 1 - 2                                                  | RC Franc-Comtois             | 25    |
| CS Terreaux                   | 3 - 1                                                  | Olympique Thononais          | 26    |
| JS Saint-Clair                | 1 - 3                                                  | SSB Grand'Combe              | 27    |
| AS Morézienne                 | 1 - 7                                                  | AS Mulhousienne              | 28    |
| CA Gapençais                  | 2 - 2                                                  | AS Excursionnistes Lyonnais  | 29    |
| US Annemasse                  | 6 - 1                                                  | US Pont-de-Chéruy            | 30    |
| Concordia FC Bellegarde       | 3 - 0                                                  | Rhône Sportif                | 31    |
| CASG Lille                    | 1 - 3                                                  | US Saint-Pol                 | 32    |
| AS Tourcoing                  | 2 - 0                                                  | Avant-Garde Grenay           | 33    |
| AS Sainte-Barbe d'Oignies     | 2 - 1                                                  | USD Auchel                   | 34    |
| IC Lillois                    | 3 - 4                                                  | Stade Amiénois               | 35    |
| US Cheminots Lensois          | 0 - 6                                                  | ES Bully                     | 36    |
| FC Marquette                  | 1 - 4                                                  | SC Abbevillois               | 37    |
| Corbie AC                     | 6 - 4                                                  | FC Tréport-sur-Mer           | 38    |
| FC Valenciennois              | 0 - 1                                                  | US Dunkerque-Malo            | 39    |
| OS Haluinois                  | 1 - 0                                                  | RC Lensois                   | 40    |
| FC Roubaix                    | 9 - 0                                                  | Stade Héninois               | 41    |
| US Pérenchies                 | 1 - 3                                                  | Stade Béthunois              | 42    |
| US Bruaysienne                | 6 - 1                                                  | US Denaisienne               | 43    |
| JA Armentiéroise              | 3 - 2                                                  | FC Lourches                  | 44    |
| Carabiniers de Billy-Montigny | 2 - 0                                                  | Amicale des Arts de Roubaix  | 45    |
| US Troyenne                   | 3 - 1                                                  | US Chantilly                 | 46    |
| FC Saint-Justois              | 2 - 1                                                  | Paris UC                     | 47    |
| AS Creil-Nogent               | 5 - 0                                                  | US Vésinet                   | 48    |
| CS Bragard                    | 2 - 0                                                  | FC Mohonais                  | 49    |
| Olympique Saint-Quentinois    | 3 - 2                                                  | AS Raismoise                 | 50    |
| CO Châlonnais                 | 3-0                                                    | US Frontières                | 51    |
| UA Sedanaise                  | 2-3                                                    | SS Union Hagondange          | 52    |
| US Beauregard-Laval           | 2 - 1                                                  | OC de la Cote                | 53    |
| AS Brestoise                  | 7 - 1                                                  | US Concarneau                | 54    |
| AS Cheminots Rennais          | 7 - 0                                                  | US Mans                      | 55    |
| FC Lorientais                 | 2 - 3 après prolongations, match disputé à Concarneau. | USO Brestoise                | 56    |
| US Douarneniste               | Forfait de Nantes                                      | Stade Nantais                | 57    |
| Drapeau de Fougères           | 7 - 1                                                  | Dinard ASC                   | 58    |
| La Mellinet                   | 3 - 0                                                  | SSPM Segré                   | 59    |
| AS Transports                 | 0 - 1                                                  | SA Nord-Est                  | 60    |
| Stade Meulanais               | 1 - 3                                                  | CA XIVe                      | 61    |
| ASPTT                         | 0 - 5                                                  | Rueil AC                     | 62    |
| Etoile Sportive du XVe        | 1 - 5                                                  | Cosmopolitan Club            | 63    |
| Alsacienne-Lorraine Paris     | 0 - 6                                                  | CAP                          | 64    |
| Lutétia SC                    | 0 - 0                                                  | CA Dionysien                 | 65    |
| Stade de l'Est                | 7 - 0                                                  | CO Billancourt               | 66    |
| Racing Club de France         | 4 - 1                                                  | CO Basse-Seine               | 67    |
| USA Clichy                    | 1 - 0                                                  | SO Ermont                    | 68    |
| CA Montreuillois              | 5 - 0                                                  | US Athis-Mons                | 69    |
| Paris Star SCUF               | 3 - 2                                                  | CS Neuilly                   | 70    |
| CA Bourget                    | 5 - 0                                                  | US Gennevilloise             | 71    |
| AS Amicale                    | 7 - 1                                                  | Entente des Deux Lacs        | 72    |
| VGA Saint-Maur                | 3 - 1                                                  | Villemomble Stade            | 73    |
| AS Française                  | 5 - 1                                                  | Château-Thierry              | 74    |
| SA Bordelais                  | 4 - 1                                                  | SA Arcachonnais              | 75    |
| Bordeaux EC                   | 2 - 1                                                  | CASG Bordeaux                | 76    |
| CD Espagnol                   | 1 - 2                                                  | UA Cognac                    | 77    |
| Biarritz Olympique            | 0 - 3                                                  | Girondins Guyenne Sport      | 78    |
| CA Béglais                    | 1 - 0                                                  | Cenon Sport                  | 79    |
| OGC Nice                      | 11 - 1                                                 | Hyères FC                    | 80    |
| SC Dracenois                  | 2 - 2                                                  | SC Marseille                 | 81    |
| Phocée Club                   | 1 - 2                                                  | GC Grasse                    | 82    |
| CASG Marseille                | 4 - 2                                                  | AGC Nice                     | 83    |
| FC Salins-de-Giraud           | 1 - 3                                                  | SO Montpellier (DHB Sud-Est) | 84    |
| UC Vergèze                    | 6 - 0                                                  | US Seynoise                  | 85    |
| Union Vélocipédique Gangeoise | 2 - 1                                                  | Olympique Alaisien           | 86    |
| Etoile Sportive Paulhanaise   | 4 - 2                                                  | Olympique Carmaux            | 87    |
| US Tramways de Marseille      | 2 - 0                                                  | Antibes Olympique            | 88    |
| SC Montcellien                | 1 - 1                                                  | SC Vichy                     | 89    |
| US Belfortaine                | 5 - 0                                                  | SR Colmar                    | 90    |
| RC Bourguignon                | 2 - 1                                                  | AS Montbéliard               | 91    |
| AVS Auxerre                   | 1 - 2                                                  | US Asnières                  | 92    |

Les résultats des matches rejoués le 10 octobre furent les suivants.
| Équipe 1               | Score | Équipe 2              |
| ---------------------- | ----- | --------------------- |
| CA Dionysien           | 3 - 0 | Lutétia SC            |
| ASO Stella Cherbourg   | 4 - 0 | PL Octeville          |
| SC Vichy               | 2 - 0 | SC Montceau-les-Mines |
| SC Marseille           | 6 - 3 | SC Dracenois          |
| Bordeaux Athletic Club | 1 - 2 | AS des Charentes      |

## Épreuve de classement

### Premier tour
Le tirage au sort du premier tour éliminatoire est effectué le 10 octobre. Aux 92 vainqueurs de l'épreuve éliminatoire viennent s'ajouter les 32 exempts D et les quatre exempts E. 64 matchs sont au programme le 24 octobre 1926; et au 31 octobre pour les matchs à rejouer. Le match entre l'USO Brestoise et les Cheminots rennais est disputé le 25 octobre.
Ce tour vit la première participation d'un club corse dans une épreuve de football officielle française, à savoir le CA Bastia.
| Équipe 1                     | Score  | Équipe 2                   | match |
| ---------------------------- | ------ | -------------------------- | ----- |
| AS Mulhousienne              | 1 - 2  | CA XIVe                    | 1     |
| FC Bischwiller               | 5 - 1  | SSR Petite-Rosselle        | 2     |
| SC Vichy                     | 1 - 3  | RC Bourguignon             | 3     |
| RC Franc-Comtois             | 0 - 4  | Lyon OU                    | 4     |
| SC Langeais                  | 1 - 4  | VGA Saint-Maur             | 5     |
| AS Centre                    | 2 - 1  | AS Charentes               | 6     |
| UA Cognac                    | Remis  | CA Bègles                  | 7     |
| RSCA Limoges                 | 0 - 3  | SA Bordelais               | 8     |
| CS Orne Amnéville            | 2 - 3  | SS Mulhouse-Dornach        | 9     |
| US Forbach                   | 1 - 2  | FC Saint-Louis             | 10    |
| SU Lorrain                   | 2 - 0  | CS Bragard                 | 11    |
| AS Messine                   | 4 - 1  | CO Châlonnais              | 12    |
| CS Terreaux                  | 3 - 1  | Gallia Club Lunel          | 13    |
| SSB Grand'Combe              | 0 - 5  | FC Mulhouse                | 14    |
| US Annemasse                 | 2 - 0  | Concordia FC Bellegarde    | 15    |
| CS Lyonnais                  | 0 - 2  | SC Nîmes                   | 16    |
| ASE Lyonnais                 | 0 - 10 | US Belfortaine             | 17    |
| CO Saint-Chamonais           | 7 - 0  | UV Conches                 | 18    |
| US Cazérienne                | 2 - 2  | Bordeaux EC                | 19    |
| RC Arras                     | 6 - 0  | Stade de l'Est             | 20    |
| FC Abbevillois               | 3 - 1  | AS Russe                   | 21    |
| Stade Amiénois               | 2 - 0  | AS Creil-Nogent            | 22    |
| Corbie AC                    | 2 - 5  | RC Rouen                   | 23    |
| RC Roubaix                   | 5 - 0  | Sportive Thionvilloise     | 24    |
| SC Douai                     | 6 - 5  | Olympique Saint-Quentinois | 25    |
| US Noeux-les-Mines           | 2 - 5  | JA Armentiéroise           | 26    |
| US Saint-Pol                 | 0 - 5  | ES Bully                   | 27    |
| US Bruay                     | 3 - 0  | AS Tourquennoise           | 28    |
| AS Sainte-Barbe de Oignies   | 0 - 1  | FC Roubaix                 | 29    |
| US Dunkerque-Malo            | 2 - 1  | Carabiniers Billy-Montigny | 30    |
| Stade Béthunois              | 3 - 2  | Halluin                    | 31    |
| Gallia Club Soissons         | 0 - 5  | AS Amicale                 | 32    |
| US Troyenne                  | 1 - 2  | SO de l'Est                | 33    |
| SC Rémois                    | 1 - 1  | UL Moyeuvre-Grande         | 34    |
| Olympique Bas-Normand        | 3 - 1  | Paris Star SCUF            | 35    |
| Stade Malherbe Caennais      | 6 - 1  | US Stéphanoise             | 36    |
| CA Saint-Aubinois            | 3 - 0  | AS Stella Cherbourg        | 37    |
| Sotteville FC                | 3 - 2  | CA Montreuillois           | 38    |
| US Tréfileries Le Havre      | 1 - 1  | Racing Club de France      | 39    |
| Red Star Olympique           | 8 - 1  | SS Union Hagondange        | 40    |
| CA Paris                     | 10 - 1 | FC Saint-Justois           | 41    |
| USA Clichy                   | 3 - 0  | US Montargeoise            | 42    |
| FC Dionysien                 | 1 - 2  | ES Juvisy                  | 43    |
| FEC Levallois                | 5 - 3  | SA Nord-Est                | 44    |
| Cosmopolitan Club            | 3 - 1  | CA Bourget                 | 45    |
| US Asnières                  | 1 - 4  | AF Garenne-Colombes        | 46    |
| UA XVIe                      | 1 - 0  | SC Choisy                  | 47    |
| Rueil AC                     | 4 - 1  | Gallia Club                | 48    |
| AS Française                 | 1 - 1  | CA Dionysien               | 49    |
| Stade Lavallois              | 3 - 1  | Standard AC                | 50    |
| Armoricaine de Brest         | 6 - 0  | US Beauregard-Laval        | 51    |
| Stade Briochin UC            | 0 - 1  | Drapeau de Fougères        | 52    |
| US Douarneniste              | 5 - 3  | AS Brestoise               | 53    |
| USO Brestoise                | 0 - 1  | AS Cheminots Rennais       | 54    |
| UC Vergèze                   | 1 - 0  | FC Grenoble                | 55    |
| RC Agathois                  | 1 - 0  | SC Bastidienne             | 56    |
| Gallia Club de Grasse        | 1 - 3  | CASG Marseille             | 57    |
| OGC Nice                     | 2 - 0  | FC Lyon                    | 58    |
| SO Montpellier (DHB Sud-Est) | 6 - 1  | SC Marseille               | 59    |
| UST Marseille                | 4 - 1  | CA Bastiais                | 60    |
| Girondins Guyenne Sports     | 3 - 1  | La Mellinet                | 61    |
| Stade Bordelais UC           | 5 - 0  | SAU Limoges                | 62    |
| ES Mont-de-Marsan            | 7 - 1  | Tigres Vendéens            | 63    |
| Cerceau Gaulois Bouscatais   | 2 - 7  | ES Paulhanaise             | 64    |

Les matches à rejouer furent disputés le 31 octobre. L'AS Cazères déclara forfait, permettant à l'EC Bordeaux d'être qualifié au tour suivant.
| Équipe 1              | Score | Équipe 2             |
| --------------------- | ----- | -------------------- |
| Racing Club de France | 4 - 2 | Tréfileries Le Havre |
| CA Dyonisien          | 2 - 1 | AS Française         |
| SC Reims              | 5 - 2 | AS Moyeuvre          |
| UA Cognac             | 1 - 2 | CA Béglais           |

### Deuxième tour
Aux 64 vainqueurs du tour précédent viennent s'ajouter les 16 exempts C. Ce 2e tour, de 40 matchs, se joue le 7 novembre 1926, à 14h00 sur le terrain du club premier nommé. Le derby entre le SA Bordelais et le SBUC fut disputé le 14 novembre.
| Équipe 1                   | Score                       | Équipe 2                        | match |
| -------------------------- | --------------------------- | ------------------------------- | ----- |
| JA Armentiéroise           | 2-6                         | RC Roubaix                      | 1     |
| ES Bully                   | 3-2                         | Red-Star Olympique              | 2     |
| FC Roubaix                 | 1-2                         | FEC Levallois                   | 3     |
| RC Calais                  | 5-2                         | Cosmopolitan Club               | 4     |
| US Boulogne                | 4-1                         | CA Saint-Aubinois               | 5     |
| Olympique Lillois          | 9-2                         | Sotteville FC                   | 6     |
| RC Rouen                   | 1-0                         | RC Arras                        | 7     |
| FC Dieppe                  | 2-2                         | UA XVIe                         | 8     |
| Stade Havrais              | 14 - 0                      | Stade Amiénois                  | 9     |
| SO de l'Est                | 4-2                         | US Bruay                        | 10    |
| ES Juvisy                  | 2-4                         | US Dunkerque-Malo               | 11    |
| AF Garenne-Colombes        | 0 - 0                       | Stade Béthunois                 | 12    |
| AS Amicale                 | Match reporté               | FC Bischwiller                  | 13    |
| CA XIVe                    | 6-2                         | Olympique Bas-Normand           | 14    |
| VGA Saint-Maur             | 1-2                         | Stade Rennais UC                | 15    |
| Racing Club de France      | 2-2                         | FC Abbeville                    | 16    |
| CASG Paris                 | à rejouer [2-1]             | SU Lorrain                      | 17    |
| SC Rémois                  | 5 - 0                       | SC Douai                        | 18    |
| CA Messine                 | 8 - 0                       | CA Dionysien                    | 19    |
| FC Mulhouse                | 7 - 1                       | JA Saint-Ouen                   | 20    |
| SS Mulhouse-Dornac         | 3 - 4                       | AS Messine                      | 21    |
| FC Saint-Louis             | 7 - 2                       | SC Terreaux                     | 22    |
| RC Bourguignon             | 0 - 5                       | CA Paris                        | 23    |
| US Belfort                 | 6 - 1                       | SC Sélestat                     | 24    |
| Armoricaine de Brest       | 5 - 0                       | AS Centre de Tours              | 25    |
| Drapeau de Fougères        | 2 - 0                       | USA Clichy                      | 26    |
| AS Cheminots Rennais       | 4 - 2                       | CA Bèglais                      | 27    |
| US Saint-Servan            | 9 - 1                       | Girondins Guyenne Sports        | 28    |
| Stade Lavallois            | 1 - 1                       | US Douarneniste-Plouariste      | 29    |
| Annemasse FC               | 0 - 1 (match joué à Lyon)   | Rueil AC                        | 30    |
| CO Saint-Chamond           | 3 - 1                       | OGC Nice                        | 31    |
| Stade Montois              | 1 - 0                       | RC Agathois                     | 32    |
| Sport Athlétique Bordelais | 0 - 3                       | Stade Bordelais Université Club | 33    |
| Bordeaux EC (DH Sud-Ouest) | 0 - 2                       | SO Montpellier (DHB Sud-Est)    | 34    |
| ES Paulhan                 | 0 - 3                       | Lyon OU                         | 35    |
| SC Nîmes                   | 4 - 0                       | ES Montoise                     | 36    |
| CASG Marseille             | 1 - 2                       | UC Vergèze                      | 37    |
| SA Provençaux              | 1 - 1                       | AS Strasbourg                   | 38    |
| Stade Raphaëllois          | 3 - 1 (après prolongations) | UST Marseille                   | 39    |
| Stade Malherbe de Caen     | 0 - 2 (match joué à Laval)  | Stade Quimpérois                | 40    |

Les matches à rejouer furent disputés entre les 14 et 28 novembre. Le match entre l'AS Amicale et le FC Bischwiller, initialement reporté, fut joué le 21 novembre.
| Date de la rencontre | Équipe 1                     | Score                      | Équipe 2                  |
| -------------------- | ---------------------------- | -------------------------- | ------------------------- |
| 14 novembre 1926     | US Douarnenez                | 0 - 2, match joué à Rennes | Stade Lavallois           |
| 21 novembre 1926     | Union Athlétique du XVIe     | 1 - 0                      | Football Club Dieppois    |
| 21 novembre 1926     | Association Sportive Amicale | 1 - 0                      | Football Club Bischwiller |
| 21 novembre 1926     | SC Abbeville                 | 3 - 0                      | Racing Club de France     |
| 21 novembre 1926     | Stade Béthunois              | 4 - 0                      | AF La Garenne-Colombes    |
| 21 novembre 1926     | SU Lorrain                   | 2 - 3                      | CASG                      |
| 28 novembre 1926     | SA Provençaux                | 1 - 2                      | AS Strasbourg             |

### Troisième tour
Le troisième tour se joue le 5 décembre 1926, à 13h45, sur le terrain du premier club nommé. Aux 40 vainqueurs du tour précédent viennent s'ajouter les huit exempts B. Vingt-quatre matchs ont lieu, les vainqueurs rejoignant huit clubs exempts A, au quatrième tour. Le match nul est rejoué le 19 décembre 1926.
| Équipe 1                     | Score                     | Équipe 2                       | Lieu                       | match |
| ---------------------------- | ------------------------- | ------------------------------ | -------------------------- | ----- |
| US Dunkerque-Malo            | 4 - 1                     | CA Messine                     |                            | 1     |
| Stade Roubaisien             | 2 - 1                     | SC Rémois                      |                            | 2     |
| Rueil AC                     | 1 - 4                     | Olympique Lillois              | Rueil                      | 3     |
| Stade Béthunois              | 1-2                       | Stade Havrais                  |                            | 4     |
| SC Abbeville                 | 0-6                       | US Suisse                      | Abbeville                  | 5     |
| Havre AC                     | 4 - 1                     | RC Calais                      |                            | 6     |
| US Quevilly                  | 1 - 0                     | ES Bully                       | Dieppe                     | 7     |
| FCE Levallois                | 1 - 0                     | FC Mulhouse                    | Paris                      | 8     |
| UA XVIe                      | 1-3                       | US Servanaise                  | Paris                      | 9     |
| Amiens AC                    | 5-2                       | CA XIVe                        | Amiens                     | 10    |
| CSJB Angers                  | 0-2                       | CASG Paris                     | Angers                     | 11    |
| Stade Rennais UC             | 0-1                       | Racing Club de Rouen           | Rennes                     | 12    |
| Armoricaine Brest            | 2-1                       | SO Est                         | Brest                      | 13    |
| Stade Lavallois              | 2-0                       | Cheminots Rennais              | Laval                      | 14    |
| AS Messine                   | 0 - 7                     | RC Roubaix                     |                            | 15    |
| AS Strasbourg                | 1 - 2                     | US Belfort                     |                            | 16    |
| CA Paris                     | 4 - 0                     | FC Saint-Louis                 |                            | 17    |
| Stade Quimpérois             | 1 - 2                     | Stade Bordelais UC             | Stade de Kerhuel, Quimper  | 18    |
| RC Strasbourg (DH Alsace)    | 2 - 3                     | SC Nîmes (DHA Sud-Est)         | Mulhouse                   | 19    |
| Lyon OU                      | 0-2 (après prolongations) | Stade Raphaëlois               | Lyon                       | 20    |
| SO Montpellier (DHB Sud-Est) | 3 - 2                     | CO Saint-Chamond (DE Lyonnais) |                            | 21    |
| UC Vergèze                   | 3 - 3                     | Stade Montois                  |                            | 22    |
| Stade Montois                | 2 - 1                     | UC Vergèze                     |                            | 22    |
| AS Cannes                    | 3-1                       | AS Amicale Paris               | Cannes                     | 23    |
| Drapeau Fougères             | 3-1                       | US Boulogne                    | Terrain du RC Rouen, Rouen | 24    |

## Seizièmes de finale
Les seizièmes de finale ont eu lieu le 9 janvier 1927, à l'exception du match Stade roubaisien-CASG, qui s'est déroulé le 3. Deux matchs sont rejoués, le 23 janvier (Valentigney-St-Raphaël) et le 30 janvier (Sète-Belfort)
| Équipe 1         | Score      | Équipe 2          |
| Drapeau Fougères | 2 - 3      | Rouen             |
| Stade havrais    | 2 - 1      | Dunkerque         |
| Lille            | 7 - 1      | Laval             |
| US Suisse        | 5 - 1      | SO Montpellier    |
| Marseille        | 2 - 0      | FEC Levallois     |
| Club français    | 2 - 1      | Armoricaine Brest |
| Mont-de-Marsan   | 2 - 1      | Vitry             |
| Belfort          | 3 - 3      | Sète              |
| Nîmes            | 1 - 3 a.p. | CA Paris          |
| St-Raphaël       | 0 - 0      | Valentigney       |
| RC Roubaix       | 1 - 0      | Le Havre          |
| Quevilly         | 2 - 0      | Amiens            |
| Stade bordelais  | 1 - 2      | Cannes            |
| RC Rouen         | 0 - 1      | Tourcoing         |
| Stade roubaisien | 3 - 4      | CASG Paris        |
| St-Servan        | 3 - 2 a.p. | Stade français    |

| Équipe 1    | Score | Équipe 2   |
| Valentigney | 2 - 3 | St-Raphaël |
| Sète        | 3 - 1 | Belfort    |

## Compétition propre

### Huitièmes de finale
Les huitièmes de finale se jouent le 6 février 1927.
| Équipe 1                             | Score | Équipe 2                      | Lieu                            | Spectateurs |
| Olympique de Marseille (DHA Sud-Est) | 2 - 0 | FC Cette (DHA Sud-Est)        | Stade Buffalo (Montrouge)       | 20 000      |
| Stade havrais (DH Haute-Normandie)   | 2 - 1 | US Saint-Servan (DH Ouest)    | Route de Lorient (Rennes)       | 12 000      |
| Olympique lillois (1DA Nord)         | 2 - 1 | RC Roubaix (1DA Nord)         | (Tourcoing)                     | 10 000      |
| Club français (DH Paris)             | 4 - 0 | Stade montois (DH Sud-Ouest)  | (Angers)                        |             |
| CA Paris (DH Paris)                  | 2 - 1 | CASG Paris (DH Paris)         | Stade Michelet (Le Havre)       | 5 000       |
| US Suisse (DH Paris)                 | 5 - 3 | AS Cannes (DHA Sud-Est)       | Stade de l'Huveaune (Marseille) |             |
| US Quevilly (DH Haute-Normandie)     | 2 - 0 | FC Rouen (DH Haute-Normandie) | (Rouen)                         |             |
| Stade raphaëlois (DHA Sud-Est)       | 3 - 1 | US Tourcoing (1DA Nord)       | Stade de la Plaine (Lyon)       | 2 000       |

### Quarts de finale
Les quarts de finale se jouent le 6 mars, le match à rejouer le 27 mars.
| Équipe 1                             | Score | Équipe 2                           | Lieu                          | Spectateurs     |
| US Quevilly (DH Haute-Normandie)     | 4 - 1 | US Suisse (DH Paris)               | Stade Victor-Boucquey (Lille) | 6 à 10 000      |
| Olympique de Marseille (DHA Sud-Est) | 1 - 0 | Olympique lillois (1DA Nord)       | Stade municipal (Lyon)        | 6 000           |
| Stade raphaëlois (DHA Sud-Est)       | 2 - 1 | Stade Havrais (DH Haute-Normandie) | Stade Buffalo (Montrouge)     | public nombreux |
| CA Paris (DH Paris)                  | 2 - 2 | Club français (DH Paris)           | Stade des Bruyères (Rouen)    | 10 000          |
| CA Paris (DH Paris)                  | 2 - 1 | Club français (DH Paris)           | Stade Pershing (Paris)        | public nombreux |

### Demi-finales
Les demi-finales se jouent le 3 avril, les matches à rejouer le 17 avril (OM-CAP) et le 23 avril (Quevilly-St-Raphael)
| Équipe 1                             | Score      | Équipe 2                       | Lieu                            | Spectateurs     |
| Olympique de Marseille (DHA Sud-Est) | 1 - 1 a.p. | CA Paris (DH Paris)            | Stade municipal (Lyon)          | 10 000          |
| Olympique de Marseille (DHA Sud-Est) | 6 - 0      | CA Paris (DH Paris)            | Stade municipal (Lyon)          | 5 à 10 000      |
| US Quevilly (DH Haute-Normandie)     | 1 - 1 a.p. | Stade raphaëlois (DHA Sud-Est) | Stade de l'Huveaune (Marseille) | 10 000          |
| US Quevilly (DH Haute-Normandie)     | 1 - 0 a.p. | Stade raphaëlois (DHA Sud-Est) | Stade Buffalo (Montrouge)       | public nombreux |

### Finale
| Finale     | Olympique de Marseille | 3 – 0   | US Quevilly | Stade olympique Yves-du-Manoir, Colombes        |                                                 |
| 8 mai 1927 | Durand 34e · Gallay 36e · Devaquez 89e | (2 – 0) | | Spectateurs : 23 800 Arbitrage : Paul Quittemel | Spectateurs : 23 800 Arbitrage : Paul Quittemel |
| 8 mai 1927 | Charles Allé – Paul Schnoeck, Joseph Jacquier – Ernest Clère , Jean Cabassu, Aimé Durbec – Jules Devaquez, Raymond Durand, Jean Boyer, Édouard Crut, Maurice Gallay Entraîneur : Victor Gibson | Équipes | Walter Puddefoot – Charles Demeilliez, Guillaume Farret – Robert Hecquet, Philippe Bonnardel , Patrick Groult – Norman Deans, Louis Guillard, Lucien Fagris, René Willig, Lucien Verdin | Spectateurs : 23 800 Arbitrage : Paul Quittemel | Spectateurs : 23 800 Arbitrage : Paul Quittemel |

La finale fait une recette de 196 148 francs.

## Annexes et références

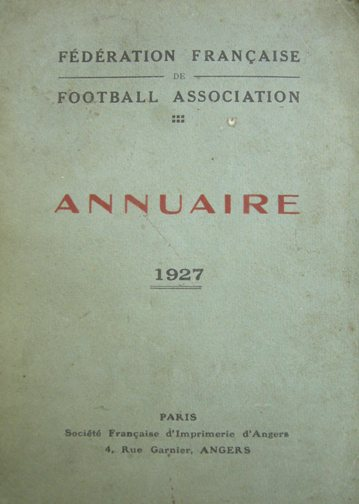